# フェニルアセチルグルタミン
フェニルアセチルグルタミン(英語: Phenylacetylglutamine)は人の尿に排泄されてくる代謝物で、フェニルアラニンが代謝されフェニル酢酸となり、これがグルタミンとアミド結合した物質。
フェニルアラニン → フェニルピルビン酸 → フェニル酢酸
フェニル酢酸 + グルタミン → フェニルアセチルグルタミン → 尿